# 11. Europejskie Młodzieżowe Mistrzostwa Par w Brydżu Sportowym
11. Młodzieżowe Mistrzostwa Par w Brydżu Sportowym (11th European Youth Pairs Championships) – mistrzostwa Europy par (młodzieżowych) w brydżu sportowym, które były rozgrywane w Vejle (Dania) w okresie 1–6 lipca 2012.
Zwycięzcami zawodów zostały pary: Justyna Żmuda – Bartłomiej Igła (Polska) w kategorii Mikstów, Alexandre Kilani – Aymeric Lebatteux (Francja) w kategorii Juniorów, Wojciech  Kaźmierczak – Łukasz  Witkowski (Polska) w kategorii Młodzieży Szkolnej oraz Sigrid Spangenberg – Magdaléna Tichá (Holandia) w kategorii Dziewcząt.

## Poprzednie zawody tego cyklu
Europejskie Młodzieżowe Mistrzostwa Par w brydżu sportowym są rozgrywane pod patronatem EBL od roku 1991.
Poniższa tabela pokazuje medalistów poprzedniej edycji tych zawodów, które odbyły się w roku 2010 w Abacji, (Chorwacja):
| Medaliści 10. Europejskich Młodzieżowych Mistrzostw Par, Abacja, (Chorwacja) | Medaliści 10. Europejskich Młodzieżowych Mistrzostw Par, Abacja, (Chorwacja) | Medaliści 10. Europejskich Młodzieżowych Mistrzostw Par, Abacja, (Chorwacja) | Medaliści 10. Europejskich Młodzieżowych Mistrzostw Par, Abacja, (Chorwacja) |
| Kategoria                                                                    | 1. miejsce                                                                   | 2. miejsce                                                                   | 3. miejsce                                                                   |
| ---------------------------------------------------------------------------- | ---------------------------------------------------------------------------- | ---------------------------------------------------------------------------- | ---------------------------------------------------------------------------- |
| Juniorzy                                                                     | Grecja Konstantinos Doxiadis - Vassilis Vroustis                             | Łotwa Janis Bethers - Martins Lorencs                                        | Polska Joanna Krawczyk – Artur Wasiak                                        |
| Młodzież Szkolna                                                             | Szwecja Daniel Gullberg - Johan Karlsson                                     | Polska Roman Kowalewski – Łukasz Nierzwicki                                  | Polska Maciej Bielawski – Michał Klukowski                                   |
| Dziewczęta                                                                   | Polska Magdalena Holeksa – Izabela Weinhold                                  | Czechy Kateřina Tichá – Magdaléna Tichá                                      | Francja Claire Chaugny - Carole Puillet                                      |

## Formuła zawodów
Formalnym dokumentem według którego odbywały się zawody był jego regulamin opracowany przez Komitet Młodzieży EBL.
- Zawody odbywały się w kategoriach Miksty (po raz pierwszy), Juniorów, Młodzieży Szkolnej oraz Dziewcząt. Dodatkowo, na koniec zawodów, zostały rozegrane zawody o Puchar Prezydenta w których mogli startować zawodnicy dowolnej federacji, płci i wieku, uczestniczący w poprzednich fazach mistrzostw;
- Obaj zawodnicy każdej pary musieli być przedstawicielami tej samej federacji. Każda federacja mogła zgłosić do zawodów dowolną liczbę par;
- Do zawodów kategorii Młodzieży Szkolnej uprawnieni byli zawodnicy urodzeni 1 stycznia 1992 roku lub później. Do pozostałych zawodów uprawnieni byli zawodnicy urodzeni 1 stycznia 1987 roku lub później;
- Zawody były rozgrywane w ten sposób, że:
  - Wszyscy uczestnicy mogli wziąć udział w zawodach Mikstowych (2 i 3 lipca);
  - Zawody Juniorów, Dziewcząt oraz Młodzieży Szkolnej były rozgrywane w tym samym czasie (4–6 lipca) najpierw systemem każdy z każdym (w grupach) a później w grupie finałowej systemem szwajcarskim;
  - W zawodach o Puchar Prezydenta mogli wziąć udział uczestnicy, którzy nie zakwalifikowali się do grup finałowych (Juniorów, Młodzieży Szkolnej lub Dziewcząt).

Pary z Polski
W zawodach uczestniczyły pary z Polski:
- Juniorzy: 8 par (na 49 par);
- Młodzież Szkolna: 6 par (na 42 pary);
- Dziewczęta: 10 par (na 27 par). 5 zawodniczek z Polski (Danuta Kazmucha – Natalia Sakowska, Joanna Taczewska – Justyna Żmuda oraz Katarzyna Dufrat) występowało w reprezentacji Polski Kobiet na 51. Drużynowych Mistrzostwach Europy w brydżu sportowym w Dublinie (Irlandia) tydzień wcześniej (12–23 czerwca 2012);
- Miksty: 14 par (na 48 par).

## Wyniki
Poniżej przedstawiono medalowe miejsca w każdej kategorii.

### Zawody w kategoriach młodzieżowych
Poniższa tabela pokazuje medalistów w poszczególnych kategoriach. Wytłuszczeniem przedstawiono pary reprezentujące Polskę.
| Wyniki końcowe   | Wyniki końcowe | Wyniki końcowe                          | Wyniki końcowe | Wyniki końcowe | Wyniki końcowe                         | Wyniki końcowe | Wyniki końcowe | Wyniki końcowe                         | Wyniki końcowe |
| Kategoria        | Medal złoty    | Medal złoty                             | Medal złoty    | Medal srebrny  | Medal srebrny                          | Medal srebrny  | Medal brązowy  | Medal brązowy                          | Medal brązowy  |
| Kategoria        | F              | Para                                    | %              | F              | Para                                   | %              | F              | Para                                   | %              |
| ---------------- | -------------- | --------------------------------------- | -------------- | -------------- | -------------------------------------- | -------------- | -------------- | -------------------------------------- | -------------- |
| Miksty           | Polska         | Justyna Żmuda – Bartłomiej Igła         | 61,01          | Polska         | Joanna Taczewska – Piotr Zatorski      | 58,48          | Dania          | Thomsen Signe Buus – Dennis Bilde      | 58,07          |
| Juniorzy         | Francja        | Alexandre Kilani – Aymeric Lebatteux    | 60,08          | Polska         | Michał Klukowski – Piotr Zatorski      | 57,15          | Norwegia       | Kristoffer Hegge – Kristian Stangeland | 55,09          |
| Młodzież Szkolna | Polska         | Wojciech Kaźmierczak – Łukasz Witkowski | 58,13          | Holandia       | Tom van Overbeeke – Ricardo Westerbeek | 56,53          | Szwecja        | Simon Ekenberg – Simon Hult            | 55,96          |
| Dziewczęta       | Holandia       | Sigrid Spangenberg – Magdaléna Tichá    | 56,98          | Polska         | Danuta Kazmucha – Natalia Sakowska     | 55,44          | Polska         | Aleksandra Jarosz – Izabela Weinhold   | 55,10          |

### Puchar Prezydenta
Czołowe miejsca w Pucharze Prezydenta:
| Puchar Prezydenta – wyniki końcowe | Puchar Prezydenta – wyniki końcowe | Puchar Prezydenta – wyniki końcowe     | Puchar Prezydenta – wyniki końcowe | Puchar Prezydenta – wyniki końcowe |
| Miejsce                            | F                                  | Para                                   | %                                  |                                    |
| ---------------------------------- | ---------------------------------- | -------------------------------------- | ---------------------------------- | ---------------------------------- |
| 1                                  | Polska                             | Kamil Madej – Adam Lonski              | 61,01                              |                                    |
| 2                                  | Izrael                             | Itamar Ginnosar – Adam Reiter          | 57,31                              |                                    |
| 3                                  | Rosja                              | Raffael Daniel Wadl – Simon Weinberger | 57,00                              |                                    |

### Zdobycze medalowe reprezentantów Polski
Reprezentanci Polski na 11. Młodzieżowe Mistrzostwa Par w Brydżu Sportowym zdobyli w sumie 6 medali:
- 2 złote – Miksty oraz Młodzież Szkolna,
- 3 srebrne – Miksty, Juniorzy i Dziewczęta,
- 1 brązowy – Dziewczęta.

Ponadto polska para zdobyła 1. miejsce w zawodach o Puchar Prezydenta.

## Rezultaty
Poniżej przedstawiono wyniki najlepszych zawodników po każdej sesji.

### Miksty
| Miksty – wyniki      | Miksty – wyniki | Miksty – wyniki                   | Miksty – wyniki | Miksty – wyniki                     | Miksty – wyniki | Miksty – wyniki                     | Miksty – wyniki |
| Data                 | Sesja           | Miejsce 1                         | Miejsce 1       | Miejsce 2                           | Miejsce 2       | Miejsce 3                           | Miejsce 3       |
| -------------------- | --------------- | --------------------------------- | --------------- | ----------------------------------- | --------------- | ----------------------------------- | --------------- |
| 2 lipca poniedziałek | M1 10:00        | Thomsen Signe Buus – Dennis Bilde | 80,99           | Margherita Costa – Giovanni Donati  | 72,50           | Katarzyna Dufrat – Jakub Wojcieszek | 62,92           |
| 2 lipca poniedziałek | M2 11:45        | Thomsen Signe Buus – Dennis Bilde | 72,43           | Noest Hilde Aas – Hegge Kristoffer  | 63,97           | Costa Margherita – Donati Giovanni  | 61,96           |
| 2 lipca poniedziałek | M3 14:00        | Thomsen Signe Buus – Dennis Bilde | 61,87           | Sigrid Spangenberg – Ernst Wackwitz | 59,29           | Margherita Costa – Giovanni Donati  | 58,88           |
| 2 lipca poniedziałek | M4 16:30        | Justyna Żmuda – Bartłomiej Igła   | 61,57           | Danuta Kazmucha – Paweł Jassem      | 60,88           | Thomsen Signe Buus – Dennis Bilde   | 60,53           |
| 3 lipca wtorek       | M5 10:00        | Justyna Żmuda – Bartłomiej Igła   | 62,42           | Thomsen Signe Buus – Dennis Bilde   | 61,09           | Danuta Kazmucha – Paweł Jassem      | 59,69           |
| 3 lipca wtorek       | M6 11:45        | Justyna Żmuda – Bartłomiej Igła   | 62,10           | Thomsen Signe Buus – Dennis Bilde   | 60,41           | Danuta Kazmucha – Paweł Jassem      | 58,52           |
| 3 lipca wtorek       | M7 14:00        | Justyna Żmuda – Bartłomiej Igła   | 61,62           | Danuta Kazmucha – Paweł Jassem      | 60,09           | Thomsen Signe Buus – Dennis Bilde   | 59,62           |
| 3 lipca wtorek       | M8 16:30        | Justyna Żmuda – Bartłomiej Igła   | 61,01           | Joanna Taczewska – Piotr Zatorski   | 58,48           | Thomsen Signe Buus – Dennis Bilde   | 58,07           |

### Juniorzy, Młodzież Szkolna, Dziewczęta
Faza eliminacyjna
| Wyniki fazy eliminacyjnej | Wyniki fazy eliminacyjnej | Wyniki fazy eliminacyjnej | Wyniki fazy eliminacyjnej | Wyniki fazy eliminacyjnej                | Wyniki fazy eliminacyjnej | Wyniki fazy eliminacyjnej | Wyniki fazy eliminacyjnej                        | Wyniki fazy eliminacyjnej | Wyniki fazy eliminacyjnej | Wyniki fazy eliminacyjnej              | Wyniki fazy eliminacyjnej |
| Data                      | Sesja                     | M                         | Juniorzy                  | Juniorzy                                 | Juniorzy                  | Młodzież Szkolna          | Młodzież Szkolna                                 | Młodzież Szkolna          | Dziewczęta                | Dziewczęta                             | Dziewczęta                |
| Data                      | Sesja                     | M                         | F                         | Para                                     | %                         | F                         | Para                                             | %                         | F                         | Para                                   | %                         |
| ------------------------- | ------------------------- | ------------------------- | ------------------------- | ---------------------------------------- | ------------------------- | ------------------------- | ------------------------------------------------ | ------------------------- | ------------------------- | -------------------------------------- | ------------------------- |
| 4 lipca środa             | 10:00                     | 1                         | Holandia                  | Aarnout Helmich – Gerbrand Hop           | 69,45                     | Francja                   | Fabrice Charignon – Edouard Du Corail            | 70,50                     | Holandia                  | Sigrid Spangenberg – Magdaléna Tichá   | 80,77                     |
| 4 lipca środa             | 10:00                     | 2                         | Niemcy                    | Max Ellerbeck – Felix Zimmermann         | 66,62                     | Polska                    | Grzegorz Jedrzejewski – Przemyslaw Polowczyk     | 68,00                     | Polska                    | Magda Budzynska – Joanna Sroka         | 69,23                     |
| 4 lipca środa             | 10:00                     | 3                         | Rumunia                   | Horia Georgescu – Radu Nistor            | 65,94                     | Szwecja                   | Mikael Rimstedt – Ola Rimstedt                   | 65,50                     | Polska                    | Katarzyna Dufrat – Urszula Kędzierska  | 62,39                     |
| 4 lipca środa             | 11:45                     | 1                         | Włochy                    | Massimiliano Di Franco – Gabriele Zanasi | 62,71                     | Dania                     | Soren Cilleborg Bilde – Andreas Andreas Plejdrup | 62,75                     | Holandia                  | Sigrid Spangenberg – Magdaléna Tichá   | 73,93                     |
| 4 lipca środa             | 11:45                     | 2                         | Holandia                  | Ernst Wackwitz – Chris Westerbeek        | 62,58                     | Szwecja                   | Mikael Rimstedt – Ola Rimstedt                   | 60,00                     | Szwecja                   | Moa Petersen – Catrin Wahlestedt       | 64.10                     |
| 4 lipca środa             | 11:45                     | 3                         | Belgia                    | Pieter Lietaert – Wouter Van Den Hove    | 59,73                     | Polska                    | Grzegorz Jedrzejewski – Przemyslaw Polowczyk     | 59,38                     | Polska                    | Magda Budzynska – Joanna Sroka         | 60,68                     |
| 4 lipca środa             | 14:00                     | 1                         | Włochy                    | Massimiliano Di Franco – Gabriele Zanasi | 62,25                     | Polska                    | Igor Łosiewicz – Andrzej Terszak                 | 61,14                     | Holandia                  | Sigrid Spangenberg – Magdaléna Tichá   | 70,38                     |
| 4 lipca środa             | 14:00                     | 2                         | Szwecja                   | Daniel Gullberg – Johan Karlsson         | 62,77                     | Szwecja                   | Simon Ekenberg – Simon Hult                      | 59,41                     | Anglia                    | Sinead Bird – Sarah O'connor           | 59,09                     |
| 4 lipca środa             | 14:00                     | 3                         | Holandia                  | Ernst Wackwitz – Chris Westerbeek        | 58,37                     | Grecja                    | Ioannis Oikonomopoulos – Konstantinos Vovos      | 56,52                     | Włochy                    | Margherita Chavarria – Flavia Lanzuisi | 58,74                     |
| 4 lipca środa             | 16:30                     | 1                         | Włochy                    | Massimiliano Di Franco – Gabriele Zanasi | 60,19                     | Polska                    | Michał Gulczynski – Roman Kowalewski             | 58,15                     | Holandia                  | Sigrid Spangenberg – Magdaléna Tichá   | 63,50                     |
| 4 lipca środa             | 16:30                     | 2                         | Holandia                  | Ernst Wackwitz – Chris Westerbeek        | 58,75                     | Francja                   | Fabrice Charignon – Edouard Du Corail            | 57,42                     | Włochy                    | Margherita Chavarria – Flavia Lanzuisi | 60,68                     |
| 4 lipca środa             | 16:30                     | 3                         | Szwecja                   | Daniel Gullberg – Johan Karlsson         | 58,09                     | Izrael                    | Yuval Ben David – Dan Hershfang                  | 56,67                     | Polska                    | Danuta Kazmucha – Natalia Sakowska     | 59,83                     |
| 5 lipca czwartek          | 10:00                     | 1                         | Włochy                    | Massimiliano Di Franco – Gabriele Zanasi | 58,90                     | Francja                   | Fabrice Charignon – Edouard Du Corail            | 58,16                     | Holandia                  | Sigrid Spangenberg – Magdaléna Tichá   | 62,20                     |
| 5 lipca czwartek          | 10:00                     | 2                         | Szwecja                   | Daniel Gullberg – Johan Karlsson         | 58,13                     | Izrael                    | Yuval Ben David – Dan Hershfang                  | 57,54                     | Włochy                    | Federica Butto – Margherita Costa      | 59,76                     |
| 5 lipca czwartek          | 10:00                     | 3                         | Francja                   | Berend Van Den Bos – Joris Van Lankveld  | 56,39                     | Holandia                  | Tobias Polak – Michel Schols                     | 56,83                     | Włochy                    | Margherita Chavarria – Flavia Lanzuisi | 59,62                     |
| 5 lipca czwartek          | 11:45                     | 1                         | Włochy                    | Massimiliano Di Franco – Gabriele Zanasi | 57,81                     | Polska                    | Wojciech Kaźmierczak – Łukasz Witkowski          | 57,17                     | Holandia                  | Sigrid Spangenberg – Magdaléna Tichá   | 61,72                     |
| 5 lipca czwartek          | 11:45                     | 2                         | Holandia                  | Ernst Wackwitz – Chris Westerbeek        | 57,00                     | Holandia                  | Tobias Polak – Michel Schols                     | 56,54                     | Polska                    | Danuta Kazmucha – Natalia Sakowska     | 60,20                     |
| 5 lipca czwartek          | 11:45                     | 3                         | Dania                     | Dennis Bilde – Emil Jepsen               | 56,40                     | Francja                   | Fabrice Charignon – Edouard Du Corail            | 56,20                     | Włochy                    | Margherita Chavarria – Flavia Lanzuisi | 58,85                     |
| 5 lipca czwartek          | 14:00                     | 1                         | Włochy                    | Massimiliano Di Franco – Gabriele Zanasi | 58,76                     | Polska                    | Wojciech Kaźmierczak – Łukasz Witkowski          | 58,63                     | Holandia                  | Sigrid Spangenberg – Magdaléna Tichá   | 60,36                     |
| 5 lipca czwartek          | 14:00                     | 2                         | Rumunia                   | Horia Georgescu – Radu Nistor            | 56,80                     | Francja                   | Fabrice Charignon – Edouard Du Corail            | 57,84                     | Polska                    | Danuta Kazmucha – Natalia Sakowska     | 59,79                     |
| 5 lipca czwartek          | 14:00                     | 3                         | Francja                   | Berend Van Den Bos – Joris Van Lankveld  | 56,22                     | Polska                    | Michał Gulczynski – Roman Kowalewski             | 57,60                     | Włochy                    | Margherita Chavarria – Flavia Lanzuisi | 58,71                     |
| 5 lipca czwartek          | 16:30                     | 1                         | Holandia                  | Ernst Wackwitz – Chris Westerbeek        | 56,80                     | –                         | –                                                | –                         | Polska                    | Danuta Kazmucha – Natalia Sakowska     | 60,49                     |
| 5 lipca czwartek          | 16:30                     | 2                         | Dania                     | Dennis Bilde – Emil Jepsen               | 56,67                     | –                         | –                                                | –                         | Holandia                  | Sigrid Spangenberg – Magdaléna Tichá   | 58,70                     |
| 5 lipca czwartek          | 16:30                     | 3                         | Polska                    | Michał Klukowski – Piotr Zatorski        | 56,58                     | –                         | –                                                | –                         | Włochy                    | Margherita Chavarria – Flavia Lanzuisi | 58,61                     |

Faza finałowa
Po fazie wstępnej do fazy finałowej przeszło:
- 20 par w kategorii Juniorów, w tym 4 pary z Polski;
- 16 par w kategorii Młodzieży Szkolnej, w tym 4 pary z Polski,
- 12 par w kategorii dziewcząt, w tym 6 par z Polski.

Poszczególne kategorie miały do rozegrania w finale:
- Juniorzy: z 19 przeciwnikami po 3 rozdania,
- Młodzież Szkolna: z 15 przeciwnikami po 4 rozdania,
- Dziewczęta: z 11 przeciwnikami po 5 rozdań.

We wszystkich kategoriach finały rozgrywano w 5 sesjach.
Uczestnicy, którzy nie zakwalifikowywali się do rund finałowych uzyskali prawo gry w zawodach o Puchar Prezydenta, na który przewidziano 4 sesje.
| Wyniki finałów | Wyniki finałów | Wyniki finałów | Wyniki finałów | Wyniki finałów                         | Wyniki finałów | Wyniki finałów   | Wyniki finałów                           | Wyniki finałów   | Wyniki finałów | Wyniki finałów                       | Wyniki finałów |
| Data           | Sesja          | M              | Juniorzy       | Juniorzy                               | Juniorzy       | Młodzież Szkolna | Młodzież Szkolna                         | Młodzież Szkolna | Dziewczęta     | Dziewczęta                           | Dziewczęta     |
| Data           | Sesja          | M              | F              | Para                                   | %              | F                | Para                                     | %                | F              | Para                                 | %              |
| -------------- | -------------- | -------------- | -------------- | -------------------------------------- | -------------- | ---------------- | ---------------------------------------- | ---------------- | -------------- | ------------------------------------ | -------------- |
| 6 lipca piątek | F1             | 1              | Polska         | Michał Klukowski – Piotr Zatorski      | 74,24          | Polska           | Wojciech Kaźmierczak – Łukasz Witkowski  | 65,31            | Polska         | Danuta Kazmucha – Natalia Sakowska   | 68,33          |
| 6 lipca piątek | F1             | 2              | Holandia       | Ernst Wackwitz – Chris Westerbeek      | 68,35          | Polska           | Michał Gulczynski – Roman Kowalewski     | 60,62            | Holandia       | Sigrid Spangenberg – Magdaléna Tichá | 68,15          |
| 6 lipca piątek | F1             | 3              | Norwegia       | Kristoffer Hegge – Kristian Stangeland | 62,24          | Szwecja          | Simon Ekenberg – Simon Hult              | 56,51            | Polska         | Joanna Taczewska – Justyna Żmuda     | 54,23          |
| 6 lipca piątek | F2             | 1              | Polska         | Michał Klukowski – Piotr Zatorski      | 65,00          | Polska           | Wojciech Kaźmierczak – Łukasz Witkowski  | 60,39            | Holandia       | Sigrid Spangenberg – Magdaléna Tichá | 71,72          |
| 6 lipca piątek | F2             | 2              | Holandia       | Ernst Wackwitz – Chris Westerbeek      | 59,81          | Francja          | Baptiste Combescure – Clement Laloubeyre | 58,82            | Polska         | Danuta Kazmucha – Natalia Sakowska   | 58,18          |
| 6 lipca piątek | F2             | 3              | Holandia       | Aarnout Helmich – Gerbrand Hop         | 58,51          | Polska           | Michał Gulczynski – Roman Kowalewski     | 56,76            | Polska         | Aleksandra Jarosz – Izabela Weinhold | 55,49          |
| 6 lipca piątek | F3             | 1              | Francja        | Alexandre Kilani – Aymeric Lebatteux   | 59,86          | Polska           | Wojciech Kaźmierczak – Łukasz Witkowski  | 58,27            | Holandia       | Sigrid Spangenberg – Magdaléna Tichá | 65,08          |
| 6 lipca piątek | F3             | 2              | Norwegia       | Kristoffer Hegge – Kristian Stangeland | 57,66          | Holandia         | Tom van Overbeeke – Ricardo Westerbeek   | 57,45            | Polska         | Aleksandra Jarosz – Izabela Weinhold | 58,40          |
| 6 lipca piątek | F3             | 3              | Polska         | Michał Klukowski – Piotr Zatorski      | 56,35          | Francja          | Julien Bernard – Ivan Cailliau           | 57,28            | Polska         | Danuta Kazmucha – Natalia Sakowska   | 54,59          |
| 6 lipca piątek | F4             | 1              | Francja        | Alexandre Kilani – Aymeric Lebatteux   | 62,23          | Polska           | Wojciech Kaźmierczak – Łukasz Witkowski  | 58,73            | Holandia       | Sigrid Spangenberg – Magdaléna Tichá | 62,72          |
| 6 lipca piątek | F4             | 2              | Polska         | Michał Klukowski – Piotr Zatorski      | 57,20          | Holandia         | Tom van Overbeeke – Ricardo Westerbeek   | 58,20            | Polska         | Aleksandra Jarosz – Izabela Weinhold | 54,70          |
| 6 lipca piątek | F4             | 3              | Norwegia       | Kristoffer Hegge – Kristian Stangeland | 57,00          | Szwecja          | Simon Ekenberg – Simon Hult              | 55,66            | Polska         | Danuta Kazmucha – Natalia Sakowska   | 53,82          |
| 6 lipca piątek | F5             | 1              | Francja        | Alexandre Kilani – Aymeric Lebatteux   | 60,08          | Polska           | Wojciech Kaźmierczak – Łukasz Witkowski  | 58,13            | Holandia       | Sigrid Spangenberg – Magdaléna Tichá | 56,98          |
| 6 lipca piątek | F5             | 2              | Polska         | Michał Klukowski – Piotr Zatorski      | 57,15          | Holandia         | Tom van Overbeeke – Ricardo Westerbeek   | 56,53            | Polska         | Danuta Kazmucha – Natalia Sakowska   | 55,44          |
| 6 lipca piątek | F5             | 3              | Norwegia       | Kristoffer Hegge – Kristian Stangeland | 55,09          | Szwecja          | Simon Ekenberg – Simon Hult              | 55,96            | Polska         | Aleksandra Jarosz – Izabela Weinhold | 55,10          |

### Puchar Prezydenta
| Wyniki zawodów o Puchar Prezydenta | Wyniki zawodów o Puchar Prezydenta | Wyniki zawodów o Puchar Prezydenta           | Wyniki zawodów o Puchar Prezydenta | Wyniki zawodów o Puchar Prezydenta | Wyniki zawodów o Puchar Prezydenta           | Wyniki zawodów o Puchar Prezydenta | Wyniki zawodów o Puchar Prezydenta | Wyniki zawodów o Puchar Prezydenta     | Wyniki zawodów o Puchar Prezydenta |
| Sesja                              | F                                  | Para 1                                       | %                                  | F                                  | Para 2                                       | %                                  | F                                  | Para 3                                 | %                                  |
| ---------------------------------- | ---------------------------------- | -------------------------------------------- | ---------------------------------- | ---------------------------------- | -------------------------------------------- | ---------------------------------- | ---------------------------------- | -------------------------------------- | ---------------------------------- |
| P1                                 | Austria                            | Raffael Daniel Wadl – Simon Weinberger       | 71,57                              | Polska                             | Grzegorz Jedrzejewski – Przemysław Polowczyk | 64,55                              | Rosja                              | Zigfrid Zvezdin – Anastasia Erastova   | 63,25                              |
| P2                                 | Polska                             | Grzegorz Jedrzejewski – Przemyslaw Polowczyk | 62,68                              | Niemcy                             | Max Ellerbeck – Felix Zimmermann             | 60,80                              | Polska                             | Tomasz Halat – Remigiusz Kaźmierczak   | 60,14                              |
| P3                                 | Rosja                              | Zigfrid Zvezdin – Anastasia Erastova         | 60,05                              | Polska                             | Grzegorz Jedrzejewski – Przemyslaw Polowczyk | 58,36                              | Polska                             | Tomasz Halat – Remigiusz Kaźmierczak   | 58,29                              |
| P4                                 | Polska                             | Kamil Madej – Adam Lonski                    | 58,60                              | Izrael                             | Itamar Ginnosar – Adam Reiter                | 57,31                              | Rosja                              | Raffael Daniel Wadl – Simon Weinberger | 57,00                              |